# Ctenosaura oaxacana
Espèce
Statut de conservation UICN

 CR B1ab(iii,v) : 
En danger critique
Ctenosaura oaxacana est une espèce de sauriens de la famille des Iguanidae.

## Répartition
Cette espèce est endémique d'Oaxaca au Mexique. 

## Publication originale
- Köhler & Hasbún, 2001 : A new species of spiny-tailed iguana from Mexico formerly referred to Ctenosaura quinquecarinata (Gray 1842) (Reptilia, Squamata, Iguanidae). Senckenbergiana biologica, vol. 81, p. 257-267.